# Technische Hochschule Blekinge
Die Technische Hochschule Blekinge (schwedisch: Blekinge Tekniska Högskola, englisch: Blekinge Institute of Technology) – kurz BTH – ist eine staatliche schwedische Hochschule in Blekinge län mit Campus in Karlskrona und Karlshamn mit über 3.819 Vollzeit-Studenten (2009). Sie wurde 1989 gegründet. Für die technischen Fachbereiche hat die Hochschule Universitätsrechte. Seit dem 1. September 2008 ist die Hochschule klimaneutral.
Die BTH ist Mitglied der European University Association, der Europäischen Gesellschaft für Ingenieur-Ausbildung und der Association of Technical Universities in Scandinavia (NORDTEK).

## Campus
Die Hochschule verfügt über zwei (ehemals drei) Campus:
- Campus Gräsvik in Karlskrona, seit 1989
- Campus Karlshamn, seit Herbst 2000
- Der Soft Center Campus in Ronneby wurde 1989 eröffnet und wurde 2010 in den Campus Gräsvik Karlskrona integriert.

Die Hochschule war, zusammen mit der Universität Växjö und der Hochschule Kalmar, von 2006 bis 2008 an einem strategischen Projekt zur Gründung einer Südost Akademie beteiligt. Am 15. Februar 2008 entschied die Hochschulleitung, nicht mit den anderen zwei Hochschulen zu fusionieren, was zur Gründung der Linné-Universität führte.

## Fachbereiche
Die BTH gliedert sich in folgende Fachbereiche:
- Informatik
- Elektrotechnik
- Gesundheitswissenschaften
- Management und Betriebswirtschaftslehre
- Maschinenbau
- Raumplanung